# Long Barn (Kalifornia)
Long Barn – jednostka osadnicza w Stanach Zjednoczonych, w stanie Kalifornia, w hrabstwie Tuolumne.